# Щепкинський ліс
 Державний природний заказник «Щепкинський ліс» — природна територія під особливою охороною, найбільше природне насадження в Ростові-на-Дону.
Названий по імені Щепкинської балки, що знаходилася на місці нинішнього заказника. Крім цього, за деякими даними, заказник названий по імені довколишнього населеного пункту с. Щепкін. Протяжність парку: з півночі на південь — 4 км, із заходу на схід — 4-4,5 км.

## Історія
На початку 20-го століття на території Ростовської області в районі села Щепкіно ухвалено про початок посадки деревних культур. Це стало передісторією створення Щепкінського партійного заказника. Відомо, що заказник посаджений для розведення на його території різних видів тварин, але ідея провалилася, господарська діяльність згорнута. Залишилися лісові угіддя, які вражають своєю мальовничістю. Велике лісництво налічує велику різноманітність видів рослинності.
Сьогодні Щепкинский ліс — це найбільше лісове рукотворне насадження поблизу міської межі Ростова-на-Дону. Ростовчани дуже полюбляють проводити свята на території заказника через мальовничість тутешніх місць. Крім проведення свят, городяни влаштовують тут різні ігри, проводяться змагання з пейнтболу. Ліс є улюбленим місцем для відвідування любителів рольових ігор, так як тутешні краєвиди схожі на казкові світи.

## Географія
Щепкинський ліс розташований на північному сході Ростова-на-Дону. Місцевість представлена акумулятивно-рівнинними утвореннями. На території заповідника знаходяться два кар'єра, один з яких заповнений водою. Також у центральній частині розташований ставок зі стоячою водою; купання в ньому заборонено. На сході лісового насадження знаходиться штучне озеро, утворене притоками річок Велика Комишуваха і Темерник.

### Природа
Природні угіддя Щепкинського заказника представлені річковими і лісовими видами. У затопленому кар'єрі водиться риба, переважно сріблястий карась, бичок-пісочник, раки. У лісі водяться козулі, лисиці, зайці, кабани, фазани, куріпки, чаплі та інші поширені на півдні Росії види тварин. Полювання в Щепкинському заказнику заборонене. Дозвіл на риболовлю не потрібно.